# Mușătești
Mușătești est une commune roumaine située dans le județ d'Argeș.